# Hori-san to Mijamura-kun
Hori-san to Mijamura-kun (japonsky 堀さんと宮村くん) je japonská internetová manga, kterou psala a kreslila Hiroki Adači pod svým pseudonymem Hero. Zveřejňovala ji od února 2007 do března 2008 na svých webových stránkách, a to ve formátu jonkomy. Společnost Square Enix se ji rozhodla vydávat v tištěné formě a mezi říjnem 2008 a prosincem 2011 vydala prostřednictvím své obchodní značky Gangan Comics deset svazků. Vedlejší příběhy jsou kompilovány a vydávány pod názvem Hori-san to Mijamura-kun omake. Dle mangy vzniklo šest OVA epizod, přičemž první z nich měla premiéru v roce 2012.
Daisuke Hagiwara je ilustrátorem mangy Horimija, na jejíž tvorbu Hero dohlíží. Square Enix ji publikovalo od října 2011 do března 2021 ve svém měsíčníku Gekkan G Fantasy. Mangu licencovalo americké nakladatelství Yen Press. Studio CloverWorks se rozhodlo mangu zadaptovat do podoby anime seriálu, který měl premiéru v lednu 2021. V únoru 2021 měl premiéru také hraný film a televizní seriál.

## Příběh
Kjóko Hori je bystrou a populární středoškolačkou a Izumi Mijamura, ponurý středoškolák s brýlemi, je jejím přesným opakem. Hori tráví mnoho času doma, kde se stárá o svého mladšího bratra Sóta, a snaží se tuto skutečnost skrývat před svými spolužáky. Jednoho dne doprovodí Sótu, kterému teče krev z nosu, domů muž s náušnicemi, tetováními a oblečený ve stylu punku. Ten Hori pozná a představí se jí jako Mijamura. Shodují se na tom, že nebudou svou identitu skrývat před svými kamarády, ale začnou spolu vycházet jako kamarádi a poté jako pár.

## Postavy
- Kjóko Hori (japonsky 堀 京子, Hori Kjóko)

Dabing: Asami Seto (OVA), Haruka Tomacu (anime seriál)
Ztvárnění: Saju Kubota (hraný film a seriál)
- Izumi Mijamura (japonsky 宮村 伊澄, Mijamura Izumi)

Dabing: Jošicugu Macuoka (OVA), Kóki Učijama (anime seriál)
Ztvárnění: Ódži Suzuka (hraný film a seriál)
- Sóta Hori (japonsky 堀 創太, Hori Sóta)

Dabing: Jumiko Kobajaši (OVA), Juka Terasaki (anime seriál)
Ztvárnění: Haru Takagi (hraný film a seriál)
- Tóru Išikawa (japonsky 石川 透, Išikawa Tóru)

Dabing: Jošimasa Hosoja (OVA), Seiičiró Jamašita (anime seriál)
Ztvárnění: Džin Suzuki (hraný film a seriál)
- Juki Jošikawa (japonsky 吉川 由紀, Jošikawa Juki)

Dabing: Kana Ueda (OVA), Jurie Kozakai (anime seriál)
Ztvárnění: Rion Okamoto (hraný film a seriál)
- Kakeru Sengoku (japonsky 仙石 翔, Sengoku Kakeru)

Dabing: Nobunaga Šimazaki (OVA), Nobuhiko Okamoto (anime seriál)
Ztvárnění: Akira Onodera (hraný film a seriál)
- Remi Ajasaki (japonsky 綾崎 レミ, Ajasaki Remi)

Dabing: Akiko Hasegawa (OVA), M·A·O (anime seriál)
Ztvárnění: Aja Marš (hraný film a seriál)
- Sakura Kóno (japonsky 河野 桜, Kóno Sakura)

Dabing: Jui Nomura (OVA), Reina Kondó (anime seriál)
Ztvárnění: Sakura (hraný film a seriál)
- Šú Iura (japonsky 井浦 秀, Iura Šú)

Dabing: Hiro Šimono (OVA), Daiki Jamašita (anime seriál)
Ztvárnění: Rjósuke Sota (hraný film a seriál)
- Honoka Sawada (japonsky 沢田 ほのか, Sawada Honoka)

Dabing: Kei Imoto (OVA), Momo Asakura (anime seriál)
- Júna Okujama (japonsky 奥山 有菜, Okujama Júna)
- Juriko Hori (japonsky 堀 百合子, Hori Juriko)

Dabing: Ai Kajano
Ztvárnění: Aoba Kawai (hraný film a seriál)
- Kjósuke Hori (japonsky 堀 京介, Hori Kjósuke)

Dabing: Daisuke Ono
Ztvárnění: Rjó Kimura (hraný film a seriál)
- Akane Janagi (japonsky 柳 明音, Janagi Akane)

Dabing: Džun Fukujama
Ztvárnění: Rihito Itagaki (hraný film a seriál)
- Kóiči Šindó (japonsky 進藤晃一, Šindó Kóiči)

Dabing: Taku Jaširo
Ztvárnění: Júki Inoue (hraný film a seriál)
- Makio Tanihara (japonsky 谷原マキオ, Tanihara Makio)

Dabing: Šója Čiba
- Motoko Iura (japonsky 井浦基子, Iura Motoko)

Dabing: Hisako Kanemoto

## Média

### Mangy
Mangu Hori-san to Mijamura-kun psala a kreslila Hiroki Adači pod svým pseudonymem Hero a zveřejňovala ji od února 2007 do března 2008 na svých webových stránkách. Společnost Square Enix se ji rozhodla vydávat v tištěné formě. Mezi 22. říjnem 2008 a 28. prosincem 2011 vydala prostřednictvím své obchodní značky Gangan Comics deset svazků.
Mangu Horimija kreslí Daisuke Hagiwara a publikuje ji Square Enix, a to od 18. října 2011 ve svém měsíčníku Gekkan G Fantasy. Finální kapitola byla publikována 18. března 2021. Square Enix mimo jiné vydává mangu i ve svazcích; první svazek byl vydán 27. března 2012 a šestnáctý 18. července 2021. Nakladatelství Yen Press licencovalo mangu v Severní Americe a vydalo první svazek 27. října 2015.

#### Seznam svazků
| Č. | Datum vydání       | ISBN              |
| -- | ------------------ | ----------------- |
| 1  | 22. října 2008     | 978-4-7575-2419-4 |
| 2  | 21. února 2009     | 978-4-7575-2495-8 |
| 3  | 21. července 2009  | 978-4-7575-2609-9 |
| 4  | 21. listopadu 2009 | 978-4-7575-2724-9 |
| 5  | 22. února 2010     | 978-4-7575-2797-3 |
| 6  | 22. května 2010    | 978-4-7575-2875-8 |
| 7  | 22. října 2010     | 978-4-7575-3025-6 |
| 8  | 22. ledna 2011     | 978-4-7575-3121-5 |
| 9  | 22. května 2011    | 978-4-7575-4946-3 |
| 10 | 22. prosince 2011  | 978-4-7575-3440-7 |

| Č. | Datum vydání       | ISBN              |
| -- | ------------------ | ----------------- |
| 1  | 27. března 2012    | 978-4-7575-3543-5 |
| 2  | 27. listopadu 2012 | 978-4-7575-3806-1 |
| 3  | 27. dubna 2013     | 978-4-7575-3951-8 |
| 4  | 26. října 2013     | 978-4-7575-4107-8 |
| 5  | 26. dubna 2014     | 978-4-7575-4297-6 |
| 6  | 27. října 2014     | 978-4-7575-4325-6 |
| 7  | 27. května 2015    | 978-4-7575-4658-5 |
| 8  | 27. listopadu 2015 | 978-4-7575-4814-5 |
| 9  | 27. května 2016    | 978-4-7575-4998-2 |
| 10 | 26. listopadu 2016 | 978-4-7575-5167-1 |
| 11 | 26. srpna 2017     | 978-4-7575-5460-3 |
| 12 | 26. května 2018    | 978-4-7575-5731-4 |
| 13 | 27. února 2019     | 978-4-7575-6032-1 |
| 14 | 27. prosince 2019  | 978-4-7575-6452-7 |
| 15 | 18. září 2020      | 978-4-7575-6848-8 |
| 16 | 18. července 2021  | 978-4-7575-7282-9 |

| Č. | Datum vydání       | ISBN              |
| -- | ------------------ | ----------------- |
| 1  | 21. července 2012  | 978-4-7575-3670-8 |
| 2  | 27. listopadu 2012 | 978-4-7575-3783-5 |
| 3  | 27. dubna 2013     | 978-4-7575-3952-5 |
| 4  | 26. října 2013     | 978-4-7575-4108-5 |
| 5  | 26. dubna 2014     | 978-4-7575-4202-0 |
| 6  | 27. října 2014     | 978-4-7575-4452-9 |
| 7  | 27. května 2015    | 978-4-7575-4659-2 |
| 8  | 27. listopadu 2015 | 978-4-7575-4815-2 |
| 9  | 27. května 2016    | 978-4-7575-4946-3 |
| 10 | 26. srpna 2017     | 978-4-7575-5169-5 |
| 11 | 26. května 2018    | 978-4-7575-5738-3 |
| 12 | 27. února 2019     | 978-4-7575-6037-6 |
| 13 | 27. prosince 2019  | 978-4-7575-6453-4 |
| 14 | 18. září 2020      | 978-4-7575-6863-1 |
| 15 | 16. července 2021  | 978-4-7575-7374-1 |

### Anime
Dle mangy Hori-san to Mijamura-kun bylo vyrobeno šest OVA epizod. První byla vydána 26. září 2012 a druhá 25. března 2014. Na obou dvou epizodách pracovalo studio Hoods Entertainment. Marone vyrobilo třetí epizodu, jež byla vydána 25. března 2015, a o produkci čtvrté epizody se postaralo studio Gonzo. Ta byla vydána 14. prosince 2018. Poslední dva díly měly premiéru 25. května 2021.
Závěrečnými znělkami jednotlivých epizod jsou: „Širocumekusa“ (シロツメクサ) od Asami Setoové, „Ame oto“ (雨音) od Jošicugiho Macuoka, „Širanai sekai“ (知らない世界) od Setoové, „Hinata“ (向日葵) od Macuoka, „Kiseki“ (軌跡) a „Jasaší uta“ (優しい歌), obě dvě od Setoové.
13dílný televizní anime seriál byl oznámen 17. září 2020 a jeho příběh vychází z mangy Horimija. O animaci se postaralo studio CloverWorks a do režisérského křesla usedl Masaši Išihama. Scénář k němu napsal Takao Jošioka, postavy navrhla Haruko Iizuková a hudbu složil Masaru Jokojama. Byl premiérově vysílán od 10. ledna do 4. dubna 2021 na televizní stanici Tokyo MX a dalších. Úvodní znělkou seriálu se stala píseň „Iro kósui“ (japonsky 色香水), kterou nazpíval Jó Kamijama. Za závěrečnou znělkou „Jakusoku“ (japonsky 約束) stojí hudební skupina Friends.
Společnost Funimation licencovala seriál mimo Asii a streamovala jej prostřednictvím svých webových stránek v Severní Americe, Mexiku, Brazílii a na Britských ostrovech. Wakanim streamovalo seriál v Evropě a AnimeLab v Austrálii a na Novém Zélandu. Medialink je distributorem seriálu v jihovýchodní a jižní Asii a v jižní Asii jej streamuje skrze službu Bilibili. Společnost mimo jiné zveřejnila první díl na youtubovém kanálu Ani-One. Na něm byl dostupný po určitou dobu, a to od 13. února do 15. března 2021. Medialink propůjčilo práva také televizní stanici Animax Asia, na kterém byl seriál vysílán od 2. srpna 2021. Dne 5. února 2021 Funimation oznámilo, že plánuje seriál vydat v anglickém znění. První díl měl premiéru následujícího dne.

#### Seznam dílů

##### OVA
| Č. v seriálu | Původní název                                                        | Režie                         | Scénář       | Premiéra v Japonsku |
| ------------ | -------------------------------------------------------------------- | ----------------------------- | ------------ | ------------------- |
| 1            | Hori-san to Mijamura-kun: Šingakki 堀さんと宮村くん -新学期-         | Šingo Nacume                  | Juniko Ajana | 5. října 2012       |
| 2            | Hori-san to Mijamura-kun: Tocuzen no ame 堀さんと宮村くん -突然の雨- | Erkin Kawabata                | Juniko Ajana | 25. března 2014     |
| 3            | Hori-san to Mijamura-kun: Suki da 堀さんと宮村くん -好きだ-          | Tecuo Hirakawa                | Juniko Ajana | 25. března 2015     |
| 4            | Hori-san to Mijamura-kun: Nacu kaze 堀さんと宮村くん -夏風邪-        | Kazuja Aiura a Akira Nišimori | Juniko Ajana | 14. prosince 2018   |
| 5            | Hori-san to Mijamura-kun: Manacu Hi 堀さんと宮村くん -真夏日-        | Kazuja Aiura                  | Juniko Ajana | 25. května 2021     |
| 6            | Hori-san to Mijamura-kun: Jasaší hito 堀さんと宮村くん -優しい人-    | Kazuja Aiura                  | Juniko Ajana | 25. května 2021     |

##### Televizní seriál
| Č. v seriálu | Původní název                                                      | Režie                                        | Scénář            | Premiéra v Japonsku |
| ------------ | ------------------------------------------------------------------ | -------------------------------------------- | ----------------- | ------------------- |
| 1            | Hon no, sasaina kikkake de. ほんの、ささいなきっかけで。           | Masaši Išihama                               | Takao Jošioka     | 10. ledna 2021      |
| 2            | Kao wa, hitocu dake dža nai. 顔は、ひとつだけじゃない。            | Jošiko Okuda                                 | Čiaki Nagai       | 17. ledna 2021      |
| 3            | Da kara, daidžóbu. だから、大丈夫。                                | Rjó Kodama                                   | Takao Jošioka     | 24. ledna 2021      |
| 4            | Dare mo, dare ka ga suki nanda. 誰も、誰かが好きなんだ。           | Akihisa Šibata                               | Takao Jošioka     | 31. ledna 2021      |
| 5            | Sore wa, ienai koto. それは、言えないこと。                        | Jukiko Imai                                  | Sawako Hirabajaši | 7. února 2021       |
| 6            | Kotoši no nacu wa, acui kara. 今年の夏は、暑いから。               | Šinobu Sasaki                                | Takao Jošioka     | 14. února 2021      |
| 7            | Kimi ga ite, boku ga ite. 君がいて、僕がいて。                     | Jošiko Okuda                                 | Čiaki Nagai       | 21. února 2021      |
| 8            | Icuwaru koto de, mieru mono. 偽ることで、見えるもの。              | Rjó Kodama                                   | Sawako Hirabajaši | 28. února 2021      |
| 9            | Muzukašii kedo, muri dža nai. 難しいけど、無理じゃない。)          | Tadahito Macubajaši                          | Takao Jošioka     | 7. března 2021      |
| 10           | Icuka, juki ga tokeru made. いつか、雪が溶けるまで。               | Jósuke Jamamoto                              | Sawako Hirabajaši | 14. března 2021     |
| 11           | Kirai kirai mo, ura ga aru. 嫌い嫌いも、ウラがある。               | Jasuo Edžima                                 | Čiaki Nagai       | 21. března 2021     |
| 12           | Kore made mo, sošite kore kara mo. これまでも、そして これからも。 | Rjó Kodama, Fumiaki Kataoka a Masaši Išihama | Čiaki Nagai       | 28. března 2021     |
| 13           | Semete, kono ózora o. せめて、この大空を。                         | Masaši Išihama                               | Takao Jošioka     | 4. dubna 2021       |

### Hraný film a seriál
Dne 23. listopadu 2020 bylo oznámeno, že je ve výrobě hraný film a televizní seriál. Herecké obsazení bylo odhaleno 21. prosince téhož roku. Produkční společností je Horipro a režisérkou Hana Macumoto. Film byl uveden 5. února 2021 a televizní seriál měl premiéru 17. února 2021 na programovém bloku Dramaism televizní stanice MBS, na stanici TBS a Apple TV+. Úvodní znělkou se stala píseň „Dó sun'no?“ (japonsky どうすんの？) a závěreční znělkou „Tomošibi“ (japonsky 灯). Za oběma stojí hudební skupina Toketadenkju.

#### Seznam dílů
| Č. v seriálu | Původní název      | Režie          | Scénář         | Premiéra v Japonsku |
| ------------ | ------------------ | -------------- | -------------- | ------------------- |
| 1            | Dai-iči-wa 第１話  | Hana Macumoto  | Jošifumi Sakai | 17. února 2021      |
| 2            | Dai-ni-wa 第２話   | Hana Macumoto  | Jošifumi Sakai | 24. února 2021      |
| 3            | Dai-san-wa 第３話  | Hana Macumoto  | Jošifumi Sakai | 3. března 2021      |
| 4            | Dai-jon-wa 第４話  | Hana Macumoto  | Tomohiro Ótoši | 10. března 2021     |
| 5            | Dai-go-wa 第５話   | Mamoru Jošino  | Tomohiro Ótoši | 17. března 2021     |
| 6            | Dai-roku-wa 第６話 | Mamoru Jošino  | Góta Išida     | 24. března 2021     |
| 7            | Dai-nana-wa 第７話 | Hana Matsumoto | Jošifumi Sakai | 31. března 2021     |

## Přijetí
Druhý svazek mangy Horimija se umístil na 15. místě v žebříčku mang společnosti Oricon a prodal k 2. prosinci 2012 43 735 výtisků. Třetí svazek se umístil na 32. místě a prodal k 4. květnu 2013 75 124 výtisků. Čtvrtý svazek se umístil na 21. místě a prodal k 10. listopadu 2013 96 786 výtisků. Pátý svazek se umístil na 8. místě a prodal k 11. květnu 2014 171 530 výtisků. Šestý svazek obsadil 2. místo a prodalo se jej k 16. listopadu 2014 208 788 výtisků.
V roce 2014 se Horimija umístila na 6. místě v ocenění Doporučených komiksů celostátních zaměstnanců knihkupectví.